# Бондаренко, Зинаида Васильевна
 Зинаида Васильевна Бондаренко  (бел. Зінаіда Васілеўна Бандарэнка; род. 17 февраля 1937, д. Машанаки, Могилёвский район) — Герой Социалистического Труда (1981). Почётный химик СССР (1976).

## Биография
С 1955 года — прядильщица, с 1975 года — аппаратчица формирования химического волокна прядильного цеха завода искусственного волокна имени Куйбышева могилёвского производственного объединения «Химволокно» имени Ленина. Член ЦК КПБ с 1981 года. Депутат Верховного Совета БССР в 1976—1981 годах.